# Cytisus blockianus
Cytisus blockianus là một loài thực vật có hoa trong họ Đậu. Loài này được Pawl. miêu tả khoa học đầu tiên.